# Donald McDermott
Donald Joseph „Don“ McDermott (* 7. Dezember 1929 in der Bronx; † 1. November 2020) war ein US-amerikanischer Eisschnellläufer.

## Werdegang
McDermott, der meist an nationalen Rennen teilnahm aber nie einen nationalen Meistertitel gewinnen konnte, startete international erstmals bei den Olympischen Winterspielen 1952 in Oslo. Dort gewann er die Silbermedaille über 500 m und errang über 1500 m den 28. Platz. Bei der nachfolgenden Mehrkampf-Weltmeisterschaft 1952 in Hamar kam er auf den 26. Platz und drei Jahre später bei der Mehrkampf-Weltmeisterschaft in Moskau auf den 25. Rang im Großen Vierkampf. Letztmals international startete er bei den Olympischen Winterspielen 1956 in Cortina d’Ampezzo, wo er auf den 37. Platz über 1500 m und auf den 25. Rang über 500 m lief. Bei den Olympischen Winterspielen 1960 in Squaw Valley war er Fahnenträger bei der Eröffnungsfeier. Neben dem Sport diente er in den 1950er Jahren im Koreakrieg und war auf verschiedenen Führungspositionen für den U.S. Postal Service tätig. Im Jahr 1976 wurde er in die National Speedskating Hall of Fame aufgenommen.

## Erfolge

### Olympische Spiele
- 1952 Oslo: 2. Platz 500 m, 28. Platz 1500 m
- 1956 Cortina d’Ampezzo: 25. Platz 500 m, 37. Platz 1500 m

### Mehrkampf-Weltmeisterschaften
- 1952 Hamar: 26. Platz Großer Vierkampf
- 1955 Moskau: 25. Platz Großer Vierkampf

## Persönliche Bestleistungen
| Disziplin | Zeit       | Datum            | Ort          |
| --------- | ---------- | ---------------- | ------------ |
| 500 m     | 40,5 s     | 22. Februar 1959 | Squaw Valley |
| 1000 m    | 1:29,7 min | 6. März 1956     | Kvarnsveden  |
| 1500 m    | 2:18,6 min | 30. Januar 1956  | Misurinasee  |
| 3000 m    | 5:06,4 min | 25. Februar 1956 | Fagernes     |
| 5000 m    | 8:50,0 min | 3. März 1956     | Östersund    |